# Launch Vehicle Digital Computer

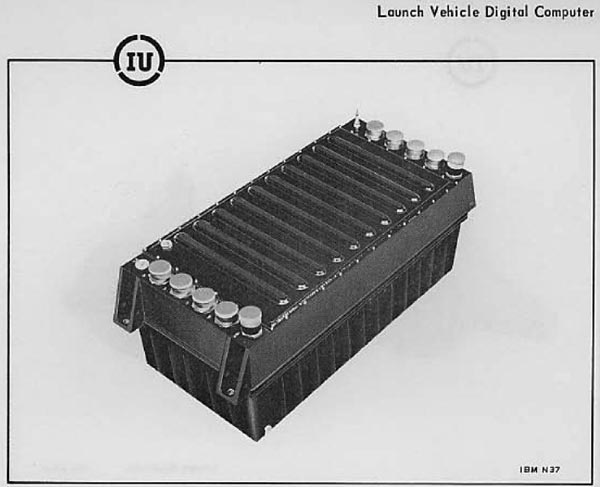
Vyobrazení LVDC v technickém manuálu přístrojové jednotky

Launch Vehicle Digital Computer, LVDC (česky Digitální počítač nosné rakety) byl počítač pro automatické řízení rakety Saturn V od jejího startu přes navedení na oběžnou dráhu kolem Země a zažehnutí motorů, které kosmickou loď Apollo navedly na dráhu k Měsíci. Počítač byl vyvinut a vyráběn v Centru elektronických systémů IBM v Owegu ve státě New York a byl jednou z hlavních součástí přístrojové jednotky raket Saturn V a stupně Saturn-IB raket Saturn V a Saturn IB. LVDC také zajišťoval předletovou a letovou kontrolu zařízení Saturn. Používal se ve spojení s adaptérem Launch Vehicle Data Adaptor (LVDA), který pro počítač nosné rakety upravoval signály ze vstupních senzorů.

## Hardware
LVDC prováděl operace po jednotlivých bitech, takže i když řídicí hodiny měly frekvenci 2,048 MHz, vykonával pouhých 12190 instrukcí za sekundu.
Operace se prováděly po bitech, zpracování každého bitu trvalo 4 cykly hodin, 14 bitů v instrukční fázi, a 3 fáze na instrukci, takže základní instrukční cyklus pro jednoduché sčítání trval 82 μs (168 hodinových cyklů). Provedení některých instrukcí (např. násobení nebo dělení) trvalo několikanásobek základního instrukčního cyklu.
Pro porovnání, výzkumníci na University of California vytvořili v roce 2022 integrovaný obvod schopný zpracovávat 1,78 biliónů (1,78 . 1012) instrukcí za sekundu, 146 milionkrát rychlejší.

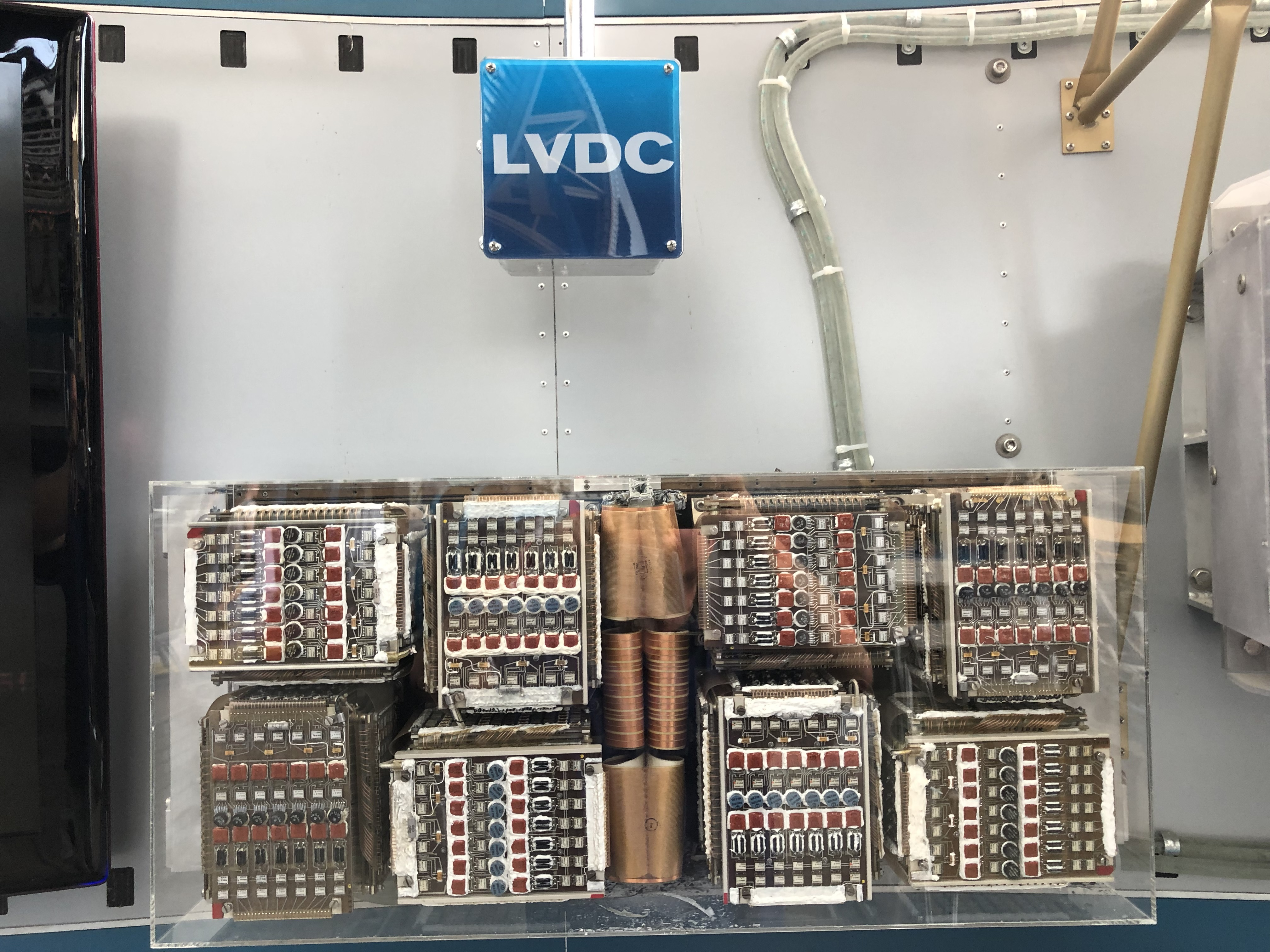
LVDC s odstraněným krytem.

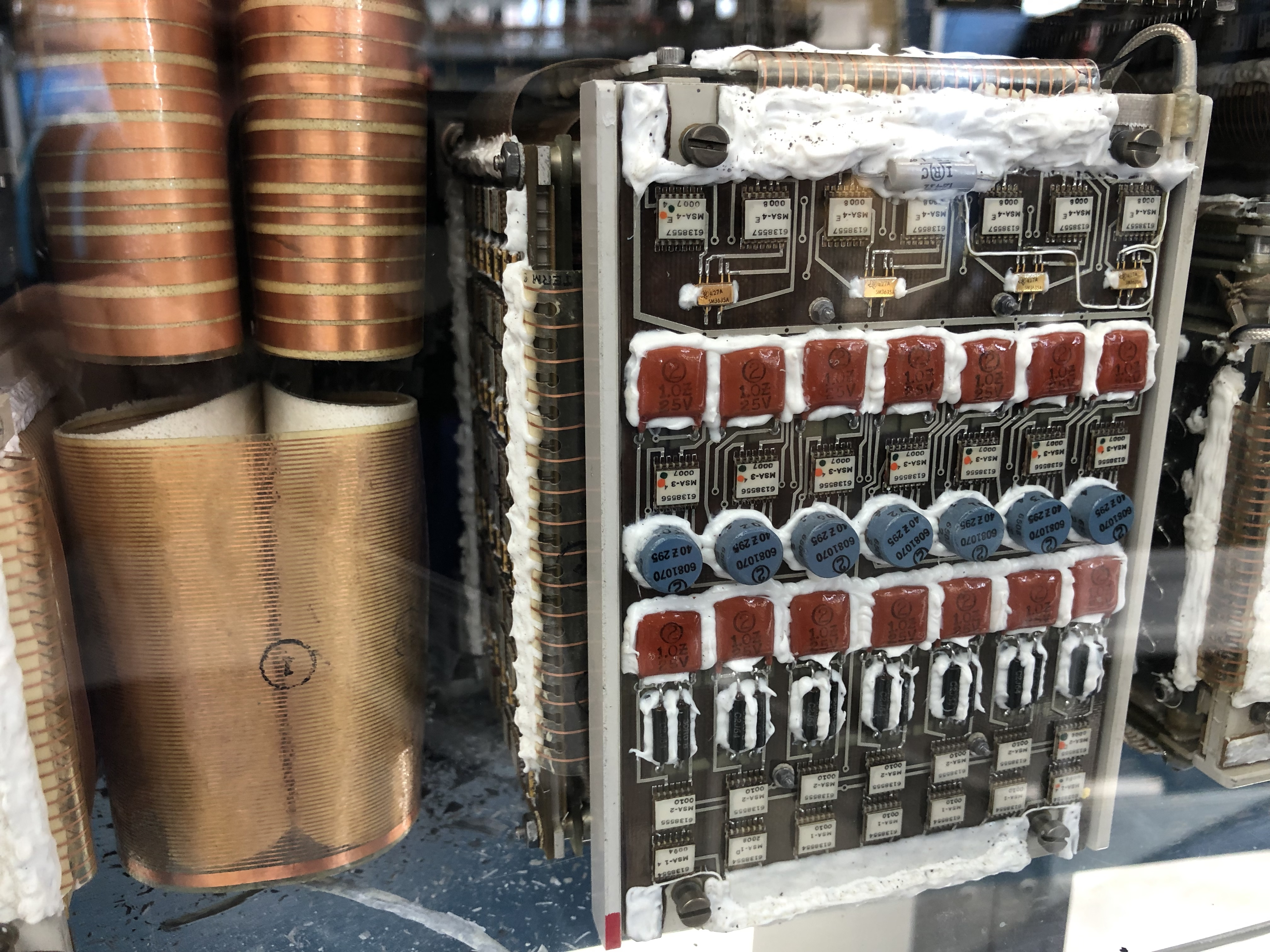
LVDC closeup

Paměť byla tvořena 13bitovými slabikami, s jedním paritním bitem navíc. Instrukce měly délku jednu slabiku, zatímco datová slova měla dvě slabiky (26 bitů). Počítač měl feritovou hlavní paměť RAM tvořenou moduly o kapacitě 4096 slov. Až 8 modulů poskytovalo maximálně 32768 slov paměti. Dočasný úložný prostor byl realizován ultrazvukovým zpožďovacím vedením.
Pro zvýšení spolehlivosti LVDC používal ztrojenou logickou jednotku s hlasovacím systémem. Počítač obsahoval tři identické logické systémy rozdělená na sedmistupňovou pipeline. V každém stupni pipeline vybíral hlasovací systém většinový výsledek, který předal dalšímu stupni. To znamená, že v každém ze sedmi stupňů mohl jeden modul selhat, a LVDC stále dával správné výsledky.
Výsledná spolehlivost pro 250 hodin fungování byla odhadnuta na 99,6 %, což bylo mnohem více, než jakou dobu potřebovaly rakety Apollo při jedné misi.
Se čtyřmi paměťovými moduly, která poskytovaly celkovou kapacitu 16384 slov, měl počítač hmotnost 32,9 kg, měl rozměry 29,5 by 12,5 by 10,5 inches (750 × 320 × 270 mm) a spotřebu 137 Wattů.

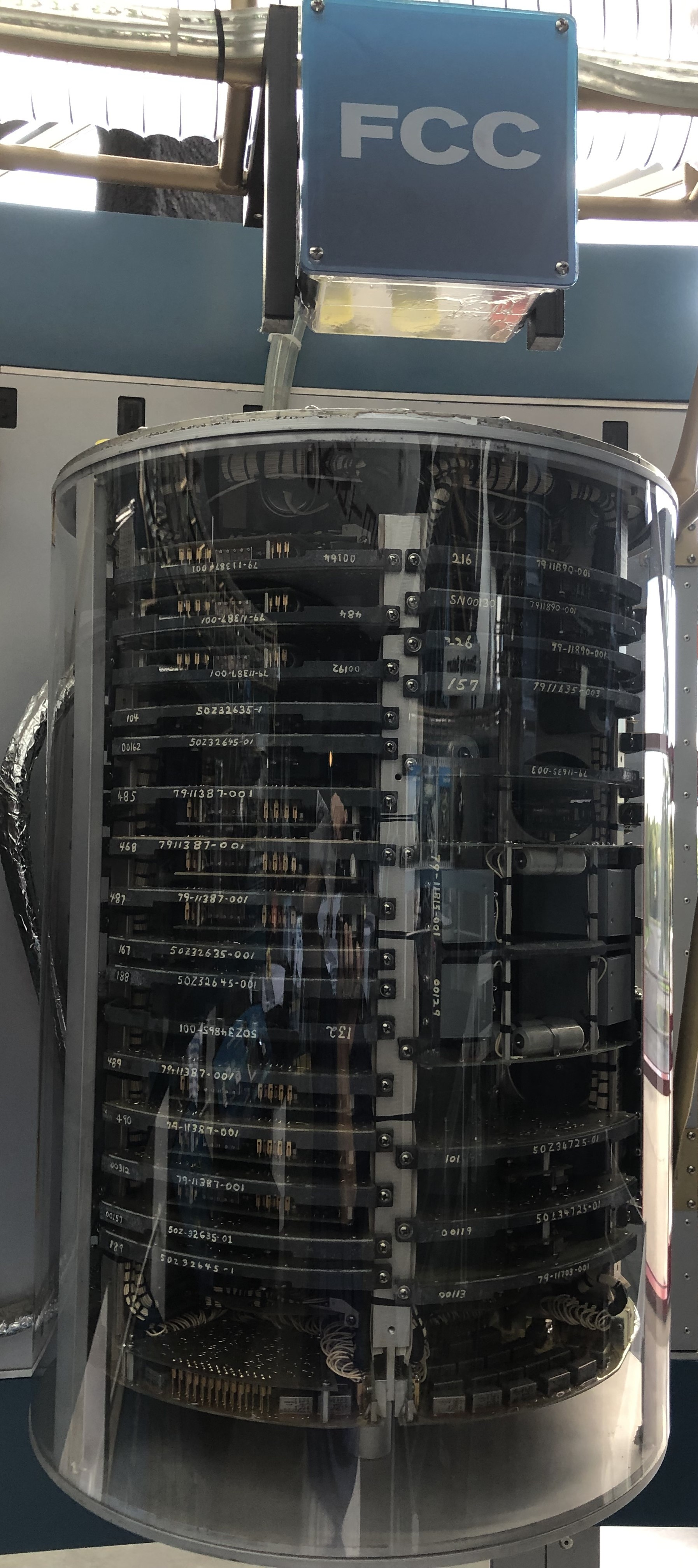

LVDC komunikoval digitálně s Launch Vehicle Data Adaptor (LVDA), který prováděl konverze analogových signálů na digitální hodnoty a digitálních hodnot na analogové signály pro analogový letový řídicí počítač (Flight Control Computer, FCC).

## Softwarová architektura a algoritmy
Instrukční slova LVDC se skládají ze čtyřbitového operačního kódu (nejméně významné bity) a devítibitové adresy operandu (nejvýznamnější bity). To umožňovalo používat 16 různých operačních kódů, přičemž počítač měl 18 různých instrukcí: proto tři z instrukcí používaly stejnou hodnotu operačního kódu, a pro jejich rozlišení se používaly dva bity z pole adresy.
Paměť byla rozdělena na „sektory“ o velikosti 256 slov. Pro výběr slova v sektoru sloužilo 8 bitů adresy, devátý bit sloužil pro výběr mezi softwarově volitelným „aktuálním sektorem“ nebo globálním sektorem nazývaným „reziduální paměť“.
LVDC měl následující instrukce::s.20–101
| Instrukce | Operační kód | Funkce |
| --------- | ------------ | --- |
| HOP       | 0000         | Přenese řízení na jiné místo programu. Na rozdíl od moderních instrukcí skoku, adresní operand neudává cílovou adresa skoku, ale ukazuje na 26bitovou 'HOP konstantu', která obsahuje cílovou adresu skoku.                                                                               |
| MPY       | 0001         | Znásobí obsah paměťového místa zadaný adresou operandu obsahem akumulátoru. Tato instrukce trvá čtyři instrukční cykly, ale nepozastaví provádění programu, takže, než je tato instrukce dokončena, mohou se provádět další instrukce. Výsledek je uložen do zadaného registru.           |
| SUB       | 0010         | Odečte obsah paměťového místa zadaný v adrese operandu od akumulátoru. |
| DIV       | 0011         | Vydělí obsah paměťového místa zadaný v adrese operandu obsahem akumulátoru. Toto instrukce trvá osm instrukčních cyklů a nepozastaví provádění programu. |
| TNZ       | 0100         | Pokud obsah akumulátoru není nulový, přenese řízení na zadanou adresu. |
| MPH       | 0101         | Znásobí obsah paměťového místa zadaného adresu operandu obsahem akumulátoru. Na rozdíl od MPY tato instrukce zastaví provádění, dokud násobení není dokončeno. |
| AND       | 0110         | Logická konjunkce obsahu akumulátoru s obsahem paměťového místa zadaného adresou operandu. |
| ADD       | 0111         | Přičtení obsahu paměťového místa zadaného adresou operandu k obsahu akumulátoru. |
| TRA       | 1000         | Přenos řízení na adresu zadanou na adrese operandu. Adresa je v aktuálním instrukčním sektoru; 9. (reziduální) bit operandu vybírá slabiku. |
| XOR       | 1001         | Logické XOR obsahu akumulátoru s obsahem paměťového místa zadaného adresou operandu. |
| PIO       | 1010         | Zpracování vstupu nebo výstupu: komunikuje s externím hardwarem pomocí datového adaptéru. „Nejnižší bity adresy, A1 a A2, určují zda jde o vstupní nebo výstupní instrukci. Nejvyšší adresní bity, A8 a A9, určují, zda se pracuje s hlavní pamětí, reziduální pamětí nebo akumulátorem.“ |
| STO       | 1011         | Uloží obsah akumulátoru do paměti na adresu zadanou operandem. |
| TMI       | 1100         | Přenese řízení na adresu zadanou operandem, pokud obsah akumulátoru je záporný. |
| RSU       | 1101         | Obsah akumulátor se odečte od obsahu paměťového místa zadaného operandem, a výsledek uloží do akumulátoru. |
| SHR       | 01 1110      | Obsah akumulátoru je posunut až o dva bity, podle hodnoty v adresní části operandu. Tato instrukce může také vymazat obsah akumulátoru, pokud adresní bity operandu jsou nulové. |
| CDS       | x0 1110      | Vybere datový sektor. |
| EXM       | 11 1110      | Přenese řízení na jednu z osmi adres podle adresy operandu, který také udává úpravy adresy operandu další instrukce před jejím provedením. |
| CLA       | 1111         | Vymaže akumulátor a načte obsah paměti. |

### Programy a algoritmy
Za letu LVDC prováděl každé 2 sekundy hlavní výpočetní smyčku pro řízení letu, a 25krát za sekundu menší smyčku pro řízení náklonu. Menší smyčka se spouští vyhrazeným přerušením každých 40 ms a její provádění trvá 18 ms.
Zdá se, že programové vybavení pro LVDC se na rozdíl od programového vybavení pro Apollo Guidance Computer nedochovalo. Zatímco hardware by bylo možné snadno emulovat, jediná zbývající kopie softwaru je pravděpodobně ve feritové paměti přístrojové jednotky LVDCs zbývajících raket Saturn V vystavených v NASA.[zdroj?]

## Přerušení
LVDC mohl také reagovat na několik přerušení spouštěných externí událostí.
Pro Saturn IB tato přerušení byla:
| Bit datového slova LVDC | Funkce                                |
| ----------------------- | ------------------------------------- |
| 1                       | Vnitřní přerušení LVDC                |
| 2                       | Volné                                 |
| 3                       | Současná chyba paměti                 |
| 4                       | Přerušení od dekodéru příkazů         |
| 5                       | Uvolnění referenčního řízení          |
| 6                       | Ručně iniciované vypnutí motoru S-IVB |
| 7                       | Vypnutí přídavných motorů S-IB        |
| 8                       | Výpadek motoru S-IVB                  |
| 9                       | Přerušení RCA-110A                    |
| 10                      | Snímač nízké hladiny paliva S-IB      |
| 11                      | Přerušení RCA-110A                    |

Pro Saturn V tato přerušení byla:
| Bit datového slova LVDC | Funkce                                         |
| ----------------------- | ---------------------------------------------- |
| 1                       | Přerušení pro menší smyčku                     |
| 2                       | Přerušení od přepínače                         |
| 3                       | Přerušení od jednotky rozhraní                 |
| 4                       | Dočasná ztráta řízení                          |
| 5                       | Přerušení od povelového přijímače              |
| 6                       | Uvolnění referenčního řízení                   |
| 7                       | Vyčerpání pohonných hmot S-II / vypnutí motoru |
| 8                       | Vyčerpání pohonných hmot S-IC / vypnutí motoru |
| 9                       | Výpadek motoru S-IVB                           |
| 10                      | Obnovení programu (Přerušení od RCA-110A)      |
| 11                      | Výpadek motoru S-IC                            |
| 12                      | Přerušení příkazem LVDA/RCA-110A               |

## Konstrukce
LVDC měl rozměry přibližně 76x32x27 cm a vážil 32,9 kg. Šasi bylo vyrobeno ze slitiny hořčíku a lithia LA 141, vybranou pro svou vysokou tuhost, nízkou váhu a dobré charakteristiky tlumení vibrací.:s.511 Šasi bylo rozděleno na matici 3 x 5 buněk oddělených dutými stěnami, kterými obíhala chladicí kapalina pro odvod 138 wattů tepelného výkonu rozptýleného počítačem. Štěrbiny ve stěnách buněk držely desky („stránky“) s elektronikou. Rozhodnutí chladit LVDC oběhem chladicí kapaliny ve stěnách počítače bylo v té době jedinečné a umožňovalo, aby LVDC a LVDA (částečně chlazené touto technikou) byly umístěny na jednom místě chladicí desky kvůli trojrozměrnému balení. Chladicí desky používané k chlazení většiny zařízení v přístrojové jednotce byly z prostorového hlediska neefektivní, i když byly použitelné pro mnoho zařízení. Menší množství slitiny LA 141 použila společnost IBM pro klávesnice Gemini, čtecí jednotky a počítače, zatímco větší rámy LVDC byly vyrobeny z největších v té době dostupných polotovarů slitiny LA 141 obráběných CNC stroji.
Desky s elektronikou se skládaly ze dvou 2,5–3-inch (64–76 mm) desek obrácených k sobě zadní stranou a hořčíko-lithiového rámu pro odvod tepla k šasi pro desky s nízkým výkonem a hořčíko-hliníko-zinkového rámu pro desky s vyšším výkonem. 12vrstevné desky obsahovaly signálové, výkonové, a zemnicí vrstvy, které byly propojeny prokovenými otvory. Prokovené otvory byly úmyslně umístěny pod jednotkou logického zařízení (ULD), aby pomáhaly odvádět teplo ze zařízení ke kovovým rámům a tedy stěnám s chladicí kapalinou.
Až 35 hliníkových čtverců velikosti 0,3 by 0,3 by 0,07 inches (7,6 × 7,6 × 1,8 mm) pak bylo připájeno přetavením k desce. Tyto hliníkové čtverce měly na horní straně sítotiskem vytvořené vodiče a na spodní straně sítotiskem vytvořené rezistory. Polovodičové čipy rozměrů 0,025 by 0,025 inches (0,64 × 0,64 mm), z nichž každý obsahoval buď jeden tranzistor anebo dvě diody, byly připájené přetavením k horní straně. Kompletní modul se nazýval jednotka logického zařízení (anglicky unit logic device). Jednotka logického zařízení (ULD) byla menší verzí modulů Solid Logic Technology (SLT) společnosti IBM, které však používaly propojení klipem. Pro propojení mezi integrovanými obvody a vodivými cestami se používaly měděné kuličky.:s.509
Hierarchie elektronických struktur je shrnuta v následující tabulce:
| Úroveň | Komponenta                          | Materiál                                            | Název používaný v IBM                                                         |
| ------ | ----------------------------------- | --------------------------------------------------- | ----------------------------------------------------------------------------- |
| 1      | Tranzistor, dioda                   | 0,025-by-0,025-inch (0,64 × 0,64 mm) křemík         | -                                                                             |
| 2      | Až 14 tranzistorů, diod a rezistorů | 0,3-by-0,3-by-0,07-inch (7,6 × 7,6 × 1,8 mm) hliník | Jednotka logického zařízení (anglicky Unit Logic Device, ULD)                 |
| 3      | Až 35 jednotek ULD                  | 2,5-by-3-inch (64 × 76 mm) deska plošných spojů     | Vícevrstvá propojovací deska (anglicky Multilayer Interconnection Board, MIB) |
| 4      | Dvě desky MIB                       | Hořčíkovo-lithiový rám                              | Deska (anglicky Page)                                                         |

## Galerie

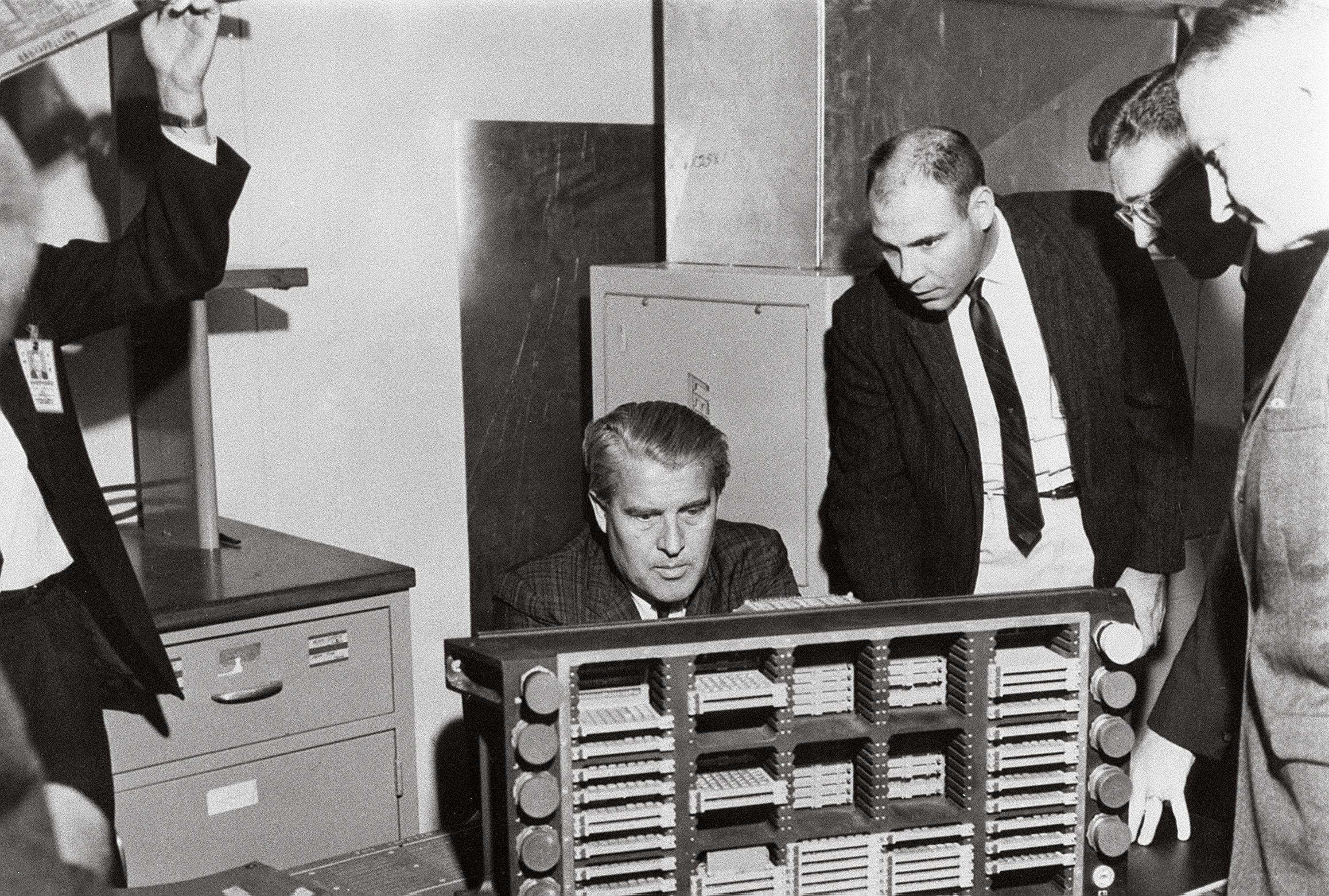
Představitelé MSFC včetně Dr. Wernhera von Brauna (vlevo) si prohlížají LVDC